# Carlo Ginzburg
Carlo Ginzburg (Tori, Itàlia, 15 d'abril de 1939) és un dels historiadors més rellevants del segle xx, defensor del camp de la microhistòria. La seva obra més coneguda és Il formaggio e i vermi (1976, "El formatge i els cucs: El cosmos d'un moliner del segle XVI") que examinava les creences d'un heretge italià, Menocchio, de la localitat de Montereale Valcellina.
El 1966 va publicar Les Batalles de la Nit, un estudi de la tradició popular visionària dels benandanti al Friül del segle xvi. Més endavant va tornar a estudiar les tradicions visionàries de l'època a Europa en el seu llibre de 1989 Èxtasis: Desxifrant el Sàbat de les Bruixes.

## Biografia
Els seus pares varen ser Natalia Ginzburg i Leone Ginzburg. Carlo nasqué el 1939 a la ciutat italiana de Torí, i es va doctorar a la Universitat de Pisa el 1961. Més tard es va dedicar a la docència a la Universitat de Bolonya, Harvard, Yale, Princeton, Los Angeles (1988-2006) i a la Scuola Normale Superiore de Pisa (2006-2010). Els seus àmbits d'interès van del renaixement italià a la història de la primera modernitat europea (s. XV-XVII) passant per contribuicions a la història de l'art, els estudis literaris i la teoria de la historiografia. L'any 1979 Ginzburg va demanar formalment l'obertura dels arxius de la Inquisició al papa Joan Pau II. Tot i que la resposta oficial del Vaticà a la seva petició encara no ha vist la llum, el 1991 es va permetre l'accés als materials de l'arxiu a un petit grup d'estudiosos. Cap a gener de 1998 els arxius ja es trobaven oberts als "investigadors qualificats". L'aleshores cardenal Ratzinger (més tard papa Benet XVI) va mencionar la rellevància de Ginzburg i la seva carta de 1979 en l'obertura dels arxius.
El gener de 2007, juntament amb Paul Ginsborg, Marcello Flores, Sergio Luzzato, Claudio Pavone, Enzo Traverso i d'altres, Ginzburg va ser sotasignant d'una carta contra un projecte de llei iniciat pel ministre de justícia italià Clemente Mastella que pretenia penalitzar el negacionisme de l'Holocaust. L'argument dels signants, d'ascendència jueva, era que la legislació italiana existent ja era suficient per a actes d'aquest tipus. Finalment, la llei fou restringida a l'aplicació contra discursos d'incitació a l'odi.
L'any 1993 va rebre el Prix Lyssenko, i el 2010 el Premi Balzan.

## Obra
A Les Batalles de la Nit i Èxtasis, Ginzburg traça les relacions entre diferents caceres de bruixes europees als benandanti o a un seguit de pràctiques que anomena supervivències d'un substrat xamànic a Europa. La seva obra de 1999 El Jutge i l'Historiador pretén mostrar la injustícia en el judici d'Adriano Sofri però no va aconseguir que se'l tornés a jutjar. Aquest llibre no tracta exclusivament sobre Sofri sinó que reflexiona en termes generals sobre els mètodes científics emprats per un historiador seva similaritat a la tasca d'un jutge, que ha de correlacionar testimonis amb proves materials per tal de deduir què ha passat realment. D'aquesta manera, Ginzburg narra com el model judicial de la historiografia primerenca va facilitar que aquesta disciplina se centrés en fets fàcilment verificables, amb el resultat d'estudis historiogràfics centrats en individus o en allò que Lucien Febvre i Marc Bloch anomenaren en la seva Escola dels Annals una "història d'esdeveniments."

### Llibres en edició original
- I benandanti. Ricerche sulla stregoneria e sui culti agrari tra Cinquecento e Seicento, Torí, Einaudi, 1966; nova ed., Einaudi, 1972, 2002; nou postfaci de l'autor, col·lecció L'oceano delle storie n.26, Milà, Adelphi, 2020, ISBN 978-88-459-3520-6.
- I costituti di don Pietro Manelfi, Florència, Sansoni, 1970.
- Il nicodemismo. Simulazione e dissimulazione religiosa nell'Europa del Cinquecento, Torí, Einaudi, 1970.
- Folklore, magia, religione, in Storia d'Italia, vol. 1: I caratteri originali, Torí, Einaudi, 1972.
- Giochi di pazienza. Un seminario sul «Beneficio di Cristo», Torí, Einaudi, 1975 (amb Adriano Prosperi)
- Geografia dell'Italia e dell'Europa, Bolonya, Zanichelli, 1977 (amb Lisa Foa i Silvio Paolucci)
- Il formaggio e i vermi. Il cosmo di un mugnaio del Cinquecento, Torí, Einaudi, 1976, nova ed. 1999, 2009; nou postfaci de l'autor, Collana L'oceano delle storie n.24, Milà, Adelphi, 2019, ISBN 978-88-459-3411-7.
- Spie. Radici di un paradigma indiziario, in Crisi della ragione, a cura d'Aldo Gargani, Torí, Einaudi, 1979, pp. 57–106
- Indagini su Piero. Il «Battesimo», il ciclo di Arezzo, La «Flagellazione» di Urbino, Collana Microstorie n.1, Torí, Einaudi, 1981. Amb l'afegit de quatre apèndix i prefaci de l'autor, Collana Saggi, Einaudi, 1994, ISBN 978-88-061-3324-5; Collana Biblioteca, Einaudi, 2001, ISBN 978-88-061-5982-5; nou postfaci de l'autor, Aparell iconogràfic actualitzat, Collana Imago n.8, Milà, Adelphi, 2022, ISBN 978-88-459-3705-7.
- Storia notturna. Una decifrazione del sabba, Torí, Einaudi, 1989, nova ed., 2008; Collana Il ramo d'oro n.67, Milà, Adelphi, 2017, ISBN 978-88-459-3216-8.
- Il giudice e lo storico. Considerazioni in margine al processo Sofri, Torí, Einaudi, 1991; nova ed., Milà, Feltrinelli, 2006.
- Miti emblemi spie. Morfologia e storia, Torí, Einaudi, 1986; nova ed. 2000. [recull dels assaigs: Stregoneria e pietà popolare (1961), Da A. Warburg a E.H. Gombrich (1966), L'alto e il basso (1976 en anglès), Tiziano, Ovidio e i codici della figurazione erotica nel Cinquecento (1978), Spie (1979), Mitologia germanica e nazismo (1984) i Freud, l'uomo dei lupi e i lupi mannari (inèdit fins llavors)]
- Jean Fouquet. Ritratto del buffone Gonella, Mòdena, Franco Cosimo Panini, 1996
- Occhiacci di legno. Nove riflessioni sulla distanza, Milà, Feltrinelli, 1998 Premio Viareggio
- Ginzburg, Carlo. Das Schwert und die Glühbirne: Eine neue Lektüre von Picassos Guernica (en alemany), 1999. ISBN 3-518-12103-0.
- Rapporti di forza. Storia, retorica, prova, Milà, Feltrinelli, 2000; Macerata, Quodlibet, 2022, ISBN 978-88-229-0741-7
- Nessuna isola è un'isola. Quattro sguardi sulla letteratura inglese, Milà, Feltrinelli, 2002
- Un dialogo, amb Vittorio Foa, Milà, Feltrinelli, 2003
- Il filo e le tracce. Vero falso finto, Milà, Feltrinelli, 2006 Premio Brancati 2007
- Ginzburg, Carlo. «Latitude, Slaves and the Bible: An Experiment in Microhistory». Arxivat de l'original el 2014-12-22.
- Paura, reverenza, terrore. Rileggere Hobbes oggi, Monte Università Parma, 2008; n. ed., Collana Imago n.1, Milà, Adelphi, 2015, ISBN 978-88-459-3004-1.
- Nondimanco. Machiavelli, Pascal, Collana Saggi. Nuova serie n.81, Milà, Adelphi, 2018, ISBN 978-88-459-3314-1.
- Carlo Ginsburg i Bruce Lincoln, Il vecchio Thiess, Un lupo mannaro baltico tra caso e comparazione, Roma, Officina Libraria, 2022 (edició prèvia: University of Chicago Press, 2020)